# 沙耶苏莱索尔莫
沙耶苏莱索尔莫（法語：Chaillé-sous-les-Ormeaux，法語發音：[ʃaje su le.z‿ɔʁmo]）是法国卢瓦尔河地区大区旺代省的一个旧市镇，位于该省中南部，属于永河畔拉罗什区。2016年，沙耶苏莱索尔莫与市镇圣弗洛朗德布瓦合并为新市镇里沃德利永。

## 地理
沙耶苏莱索尔莫（46°35'0"N, 1°22'7"W）面积17.5 平方千米，位于法国卢瓦尔河地区大区旺代省，该省份为法国西部沿海省份，北起大西洋卢瓦尔省和曼恩-卢瓦尔省，西临大西洋，南至滨海夏朗德省，东部及东南部与德塞夫勒省接壤。
与沙耶苏莱索尔莫接壤的市镇（或旧市镇、城区）包括：拉布瓦西耶尔-德朗德、勒尚圣佩尔、内米、罗奈、格拉翁河畔圣樊尚、勒塔布利耶、里沃德利永。
沙耶苏莱索尔莫的时区为UTC+01:00、UTC+02:00（夏令时）。

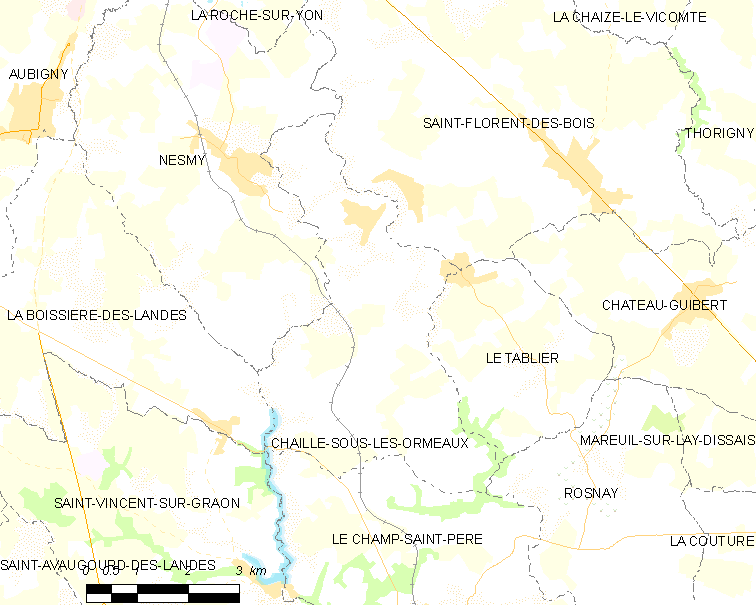
沙耶苏莱索尔莫的OSM定位图

## 行政
沙耶苏莱索尔莫的邮政编码为85310，INSEE市镇编码为85043。

## 政治
沙耶苏莱索尔莫所属的省级选区为莱河畔马勒伊-迪赛县。

## 人口

1962-2008年间沙耶苏莱索尔莫人口变化图示

沙耶苏莱索尔莫于2018年1月1日时的人口数量为1347人。